# Lensia hotspur
Lensia hotspur är en nässeldjursart som beskrevs av Totton 1941. Lensia hotspur ingår i släktet Lensia och familjen Diphyidae. Inga underarter finns listade i Catalogue of Life.